# GALT
GALT, tkanka limfoidalna cewy pokarmowej (ang. gut-associated lymphoid tissue) – określenie na całość tkanki limfatycznej występującej w obrębie przewodu pokarmowego.
Szerszym pojęciem jest MALT (ang. mucosa-associated lymphoid tissue) czyli część układu immunologicznego na który składa się tkanka limfatyczna związana z błonami śluzowymi.

## Składniki GALT
W skład tkanki limfatycznej przewodu pokarmowego wchodzą:
- migdałki podniebienne (wchodzące w skład pierścienia Waldeyera, NALT [nasopharynx-associated lymphoid tissue])
- migdałek gardłowy
- kępki Peyera
- grudki limfatyczne w wyrostku robaczkowym i jelicie grubym
- tkanka limfatyczna tworząca się z wiekiem w żołądku
- tkanka limfatyczna w przełyku
- rozsiane komórki limfatyczne i plazmatyczne w blaszce właściwej błony śluzowej